# Barbus nigrifilis
 Barbus nigrifilis és una espècie de peix cipriniforme de la família dels ciprínids.

## Morfologia
Els mascles poden assolir els 2,2 cm de longitud total.

## Distribució geogràfica
Es troba a la cruïlla entre els rius Lualaba i Luvua (Àfrica).